# Позивање на ауторитет
Позивање на ауторитет (лат. Argumentum ad autocritate - аргумент из ауторитета) је логичка грешка која настаје када се закључак сматра валидним само зато што га подржава неки ауторитет. Позивање на ауторитет је логичка грешка, а стицање знања на овај начин је погрешно.
Уобичајена когнитивна пристрасност је да је то практичан и исправан начин стицања знања за који неки претпостављају да је тачан када је ауторитет универзално прихваћен, иако неки сматрају да је ово очигледно кружно резоновање и понављање аргумента ауторитета, а други сматрају да је то веома слаб аргумент који се може оборити или отворена заблуда.  Сама чињеница да ауторитет може бити у криву или одлучити да лаже значи да свако позивање на ауторитет мора бити додатно доказано валидним логичким закључивањем доказа.

## Корени у когнитивној пристрасности
Аргументи ауторитета који се заснивају на идеји да особа треба да се придржава мишљења перципираног ауторитета или ауторитативне групе утемељени су у психолошким когнитивним предрасудама као што је Ашов ефекат. У поновљеним и модификованим случајевима Ашових експеримената конформитета, утврђено је да особе високог статуса стварају већу вероватноћу да се субјект сложи са очигледно погрешним закључком, упркос томе што субјект обично може јасно да види да је одговор био нетачан.
Даље, показано је да људи осећају снажан емоционални притисак да се прилагоде ауторитетима и ставовима већине. Понављање експеримената од стране друге групе истраживача показало је да су „учесници пријавили значајну узнемиреност под групним притиском“, при чему се 59% прилагодило барем једном и сложило са очигледно нетачним одговором, док је нетачан одговор даван много ређе када такви притисци нису били присутни.
Још једна студија која баца светло на психолошку основу заблуде у вези са перципираним ауторитетима су Милграмови експерименти, који су показали да су људи склонији да се сложе са нечим када им то представи ауторитет. У варијацији студије где истраживачи нису носили лабораторијске мантиле, чиме су смањени перципирани ауторитет особе која је извршила задатак, ниво послушности је пао на 20% у односу на првобитну стопу, која је била виша од 50%. Послушност се подстиче подсећањем појединца на то шта перципирани ауторитет износи и показивањем му да је његово мишљење супротно том ауторитету.

Научници су приметили да одређена окружења могу створити идеалну ситуацију за почетак ових процеса, што доводи до групног размишљања. У групном размишљању, појединци у групи осећају склоност да минимизирају сукоб и подстакну конформизам. Кроз позивање на ауторитет, члан групе може представити то мишљење као консензус и подстаћи остале чланове групе да се укључе у групно размишљање тако што се не противе овом перципираном консензусу или ауторитету. Један рад о филозофији математике наводи да, унутар академских кругова,
Ако... особа прихвати нашу дисциплину и прође две или три године постдипломских студија математике, она усваја наш начин размишљања и више није критични аутсајдер какав је некада био... Ако студент није у стању да усвоји наш начин размишљања, наравно га избацујемо. Ако прође кроз нашу стазу са препрекама, а затим одлучи да су наши аргументи нејасни или нетачни, одбацујемо га као чудака, лудака или неприлагођеног.
Корпоративна окружења су слично подложна апелима на перципиране ауторитете и стручњаке што доводи до групног размишљања, као што су то и владе и војске.

## Примери
- Доктор Семир Османагић тврди да је Високо заправо пирамида и то је тачно. Овде се ради о лажном ауторитету, јер је Османагић докторирао социологију, а не археологију. Али, није проблем његово неадекватно школовање, већ то што нема доказа да се ради о пирамиди.

- Марко је завршио Биолошки факултет и мисли да се еволуција није дешавала нити се тренутно дешава. Питање је где је Марко студирао, јер се биологија као наука заснива на томе да постоји еволуција, а има невероватна количина доказа да се она десила и да се дешава. Могло би се рећи да Марко има право да мисли да се еволуција није десила, али то је логичка грешка право на мишљење